# リアン郡
リアン郡（リアンぐん、Liang）はブルネイ・ブライト地区にある郡。ブライト地区の北部に位置し、南シナ海に面する。北東はツトン地区テリサイ郡、南東はブキト・サワト郡、南はラビ郡、西はセリア郡に接する。

## 村
リアン郡は以下の村から成る。
- アダラウ村（Kampong Andalau）
- ガナ村（Kampong Gana）
- カユ・アラ村（Kampong Kayu Ara）
- ケルヨー村（Kampong Keluyoh）
- スンガイ・タリ村（Kampong Sungai Tali）
- スンガイ・タリン村（Kampong Sungai Taring）
- スンガイ・バコン村（Kampong Sungai Bakong）
- スンガイ・リアン/ガナ村（Kampong Sungai Liang/Gana）
- ツングリアン村（Kampong Tunggulian）
- パダン村（Kampong Padang）
- ペルンポン村（Kampong Perumpong）
- リアン・ケスィル村（Kampong Liang Kecil）
- リラス村（Kampong Lilas）

ルムト・サトゥ地域
- アギス-アギス村（Kampong Agis-Agis）
- カワサン・LNG・ルムト（Kawasan LNG Lumut）
- スンガイ・カン村（Kampong Sungai Kang）
- スンガイ・クル村（Kampong Sungai Kuru）
- タナー・テルススン村（Kampong Tanah Tersusun）
- スンガイ・バコン・ウタラ村（Kampong Sungai Bakong Utara）
- スンガイ・バコン・セラタン村（Kampong Sungai Bakong Selatan）
- ラリット村（Kampong Lalit）

## 地形
- ルムト海岸（Pantai Lumut）